# Ursula Jüngst

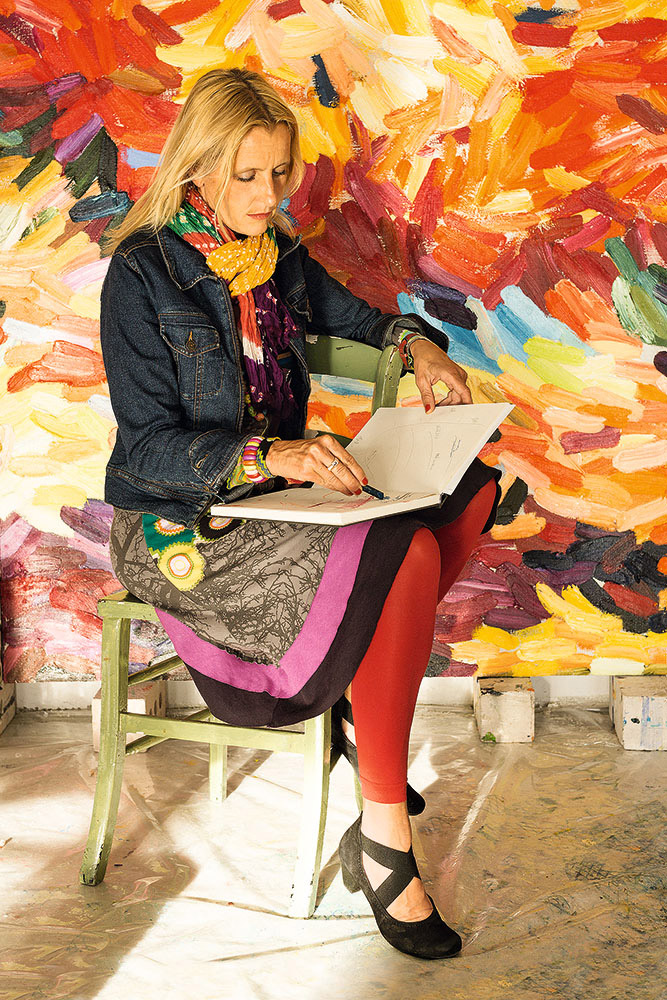
Ursula Jüngst (2015)

Ursula Jüngst (* 1965 in Miltenberg am Main) ist eine deutsche Künstlerin.

## Leben
Von 1986 bis 1993 studierte sie an der Akademie der Bildenden Künste in Nürnberg und von 1991 bis 1992 an der Universidad de Barcelona und an der Escola de Llotja (Spanien). 1992 wurde Ursula Jüngst zur Meisterschülerin bei Hans Peter Reuter ernannt. Nach einem Arbeitsaufenthalt 1996 in Russland erhielt sie 1998 eine Gastdozentur an der Kunstakademie in Perm (Russland) und 2009 arbeitete Ursula Jüngst anlässlich eines Künstleraustausches in Skopje (Makedonien). Sie leitete das Modellprojekt „Malen mit schwerkranken Kindern“ am Klinikum Nürnberg und 2002 war sie Fachberaterin im Europaprojekt „Spaces to live“. Seit 2017 setzt sich die Künstlerin mit Glasmalerei auseinander. Sie ist Mitglied des BBK und seit 1992 als freischaffende Künstlerin tätig. Sie lebt und arbeitet in Nürnberg und Barcelona.

## Werk
Innerhalb der zeitgenössischen Kunst nimmt Ursula Jüngst, die sich seit über dreißig Jahren mit malerischen Positionen beschäftigt, durch ihre markante Bildsprache eine besondere Stellung ein. Ihre Gemälde sind kraftvoll in ihrer Entschiedenheit. Sie zeigen einen kreativen Umgang mit einem breiten Spektrum intensiver Farben, die inneren Impulsen folgen. Durch ihr Wissen über Farbzusammenhänge und deren Wirkung werden diese bereichert.
Derzeitiges Markenzeichen der Künstlerin, die in Nürnberg und Barcelona lebt, sind ihre in Länge und Breite sich ähnelnden Pinselstriche. Diese bekommen durch ihre Wiederholung und ihren Rhythmus eine formale Bedeutung. Der Pinselduktus übernimmt den Stellenwert eines Bausteins. Er ist ihr Modul, das in Form und Funktion zusammengefügt werden kann. Die Kunstkritik hebt diesen innovativen Beitrag hervor und spricht folgerichtig vom „Pinselduktus als Weltformel“.
Mit der breiten Pinselsetzung ist Ursula Jüngst ein bedeutender Schritt gelungen. Farbe und Form sind autonom verfügbar. Im Gegensatz zu einer naturnahen Wiedergabe stehen sie unabhängig von Zeit und Ort als lebendige Farbformkörper. Artikulierte Empfindungswerte kanalisieren sich in Pinselbewegungen.
In einer Art Farbtanzbewegung lässt sich die experimentierfreudige Malerin auf den Prozess der Begegnung mit Farben ein. Sie untersucht die Wirkung von unterschiedlichen Farbnuancierungen und ist dabei selbst immer wieder überrascht von ihren Entdeckungen.
Zahlreiche Striche ordnen sich in wechselnder Richtung und Dichte des Farbauftrags zu einem fließenden Miteinander. Oftmals enthalten einzelne Pinselsetzungen verschiedene Spuren von sich vermischenden Farben. Die Farbabläufe einzelner Pinselstriche können sich verändern. Sie können sich der benachbarten Farbe annähern, mit ihr verwandt sein oder sich komplementär absetzen. In der gewonnenen Vielfalt und in der Komplexität ihrer Wechselbeziehungen erzeugen sie eine sich steigernde, flirrende Wirkung.
Die Gemälde sprengen Vertrautes und reizen zu freien Assoziationen. Sie thematisieren Grundbefindlichkeiten des Menschseins und sind Ausdruck des modernen Lebensgefühls. Wir nehmen Teil an einer Feier der Malerei. (Bert Schlichtenmaier, Stuttgart)
Ihr 24 m² großes Glasgemälde „Feier des Lebens“ wurde 2020 in der Taufkapelle der Pfarrkirche Allerheiligen in Nürnberg eingebaut.

## Auszeichnungen
- 2021 Gewinnerin des CODAaward (New York) mit dem Glasgemälde „Feier des Lebens“[9]
- 2017 Wettbewerbssiegerin für die Fenstergestaltung der Taufkapelle der Pfarrkirche Allerheiligen, Nürnberg
- 2009 Arbeitsstipendium der Stadt Nürnberg für Skopje (Makedonien)
- 2008: Sonderpreis des Verlegers der Nürnberger Nachrichten[10][11]
- 2003: NN Kunstpreis
- 1994: USA-Stipendium des Bayerischen Staatsministeriums
- 1994: Auszeichnung der Stadt Plettenberg
- 1992: Laufer Kunstpreis

## Werke in öffentlichen Sammlungen
- Kunstmuseum Erlangen
- Siemens Kulturforum, Erlangen
- Ministerium für Wissenschaft, Forschung und Kunst Baden-Württemberg, in Kooperation mit der Staatsgalerie Stuttgart
- Offene Kirche St. Klara, Nürnberg
- Herz Jesu Kirche, Erlangen
- Pfarrkirche Allerheiligen, Nürnberg

### Monografie
- Ariadnefäden des Lichts, Malerei von Ursula Jüngst, hrsg. v Erich Schneider, modo Verlag, Freiburg, 2023, ISBN 978-3-86833-331-2
- Der Pinselstrich als Weltformel, Malerei von Ursula Jüngst, hrsg. v. Christoph Schneider, modo Verlag, Freiburg, 2019, ISBN 978-3-86833-271-1
- Elementare Akkorde, Malerei von Ursula Jüngst, hrsg. v. Bert Schlichtenmaier, modo Verlag, Freiburg, 2015, ISBN 978-3-86833-182-0

### Kataloge (Auswahl)
- Kat. Ursula Jüngst, und hätte der Liebe nicht,  Münster Heilsbronn, KunstRaumHeilsbronn e.V., 2021
- Kat, Ursula Jüngst, FIESTA DE LA VIDA, Galerie Schrade Schloß Mochental, 2019, ISBN 978-3-00-062654-8
- Kat, Ursula Jüngst, Licht ist dein Kleid, Rummelsberger Diakonie, Rummelsberg, 2019, ISBN 978-3-00-062355-4
- Kat. Ursula Jüngst, Farbe mein Gesang, Museum.Burg.Miltenberg, 2014
- Ursula Jüngst, Farbe meine Sprache, Kunstverein Offenburg-Mittelbaden e.V., Kat. 2011
- Kat. Ursula Jüngst, Galerie Meier, Freiburg, 2010
- Ursula Jüngst, Sternengeburt, Malerei, Nürnberg, 2008, ISBN 978-3-00-026046-9
- Ursula Jüngst, Malerei und Zeichnungen, Nürnberg, 2006, ISBN 978-3-00-017845-0
- Kat. Ursula Jüngst, blick – hindurch – blick, Offene Kirche St. Klara, Nürnberg, 2004
- Kat. Ursula Jüngst, Vulkangeflüster, Dresdner Bank, Nürnberg, 2003
- Kat. Ursula Jüngst, mirA, Galerie am Schloß, Essen, 2003
- Kat. Ursula Jüngst, Nuni Nuni, Caixa Vinaros, Spanien, 2003
- Kat. Ursula Jüngst, Paisajes en el alma, Sebastia Juan Arbo, Amposta, Spanien, 2001
- Ursula Jüngst, Die Azulen, Nürnberg, 2000
- Ursula Jüngst, Archäologie des Unbewußten, Nürnberg, 2000, ISBN 978-3-00-006881-2
- Ursula Jüngst, Zeichnungen, Nürnberg, 2000
- Ursula Jüngst, Knilche, Edition amRand, Münster, 1999, ISBN 978-3-00-005963-6